# Trolebuses de Valparaíso
La red de Trolebuses de Valparaíso son parte del sistema del Transporte Metropolitano de Valparaíso. Opera desde 1952, siendo actualmente la única red de trolebús en Chile y la segunda más antigua de Sudamérica. Desde sus inicios fue de propiedad estatal, pero a partir de 1982 han sido empresas privadas las encargadas de administrarlos. Desde 2007 el sistema es administrado por Trolebuses de Chile S. A. encargados de la Unidad 8 del Transporte Metropolitano de Valparaíso. Actualmente operan los recorridos 801 y 802, y los servicios E01 al E05 bajo Red Valparaíso de Movilidad.

## Historia

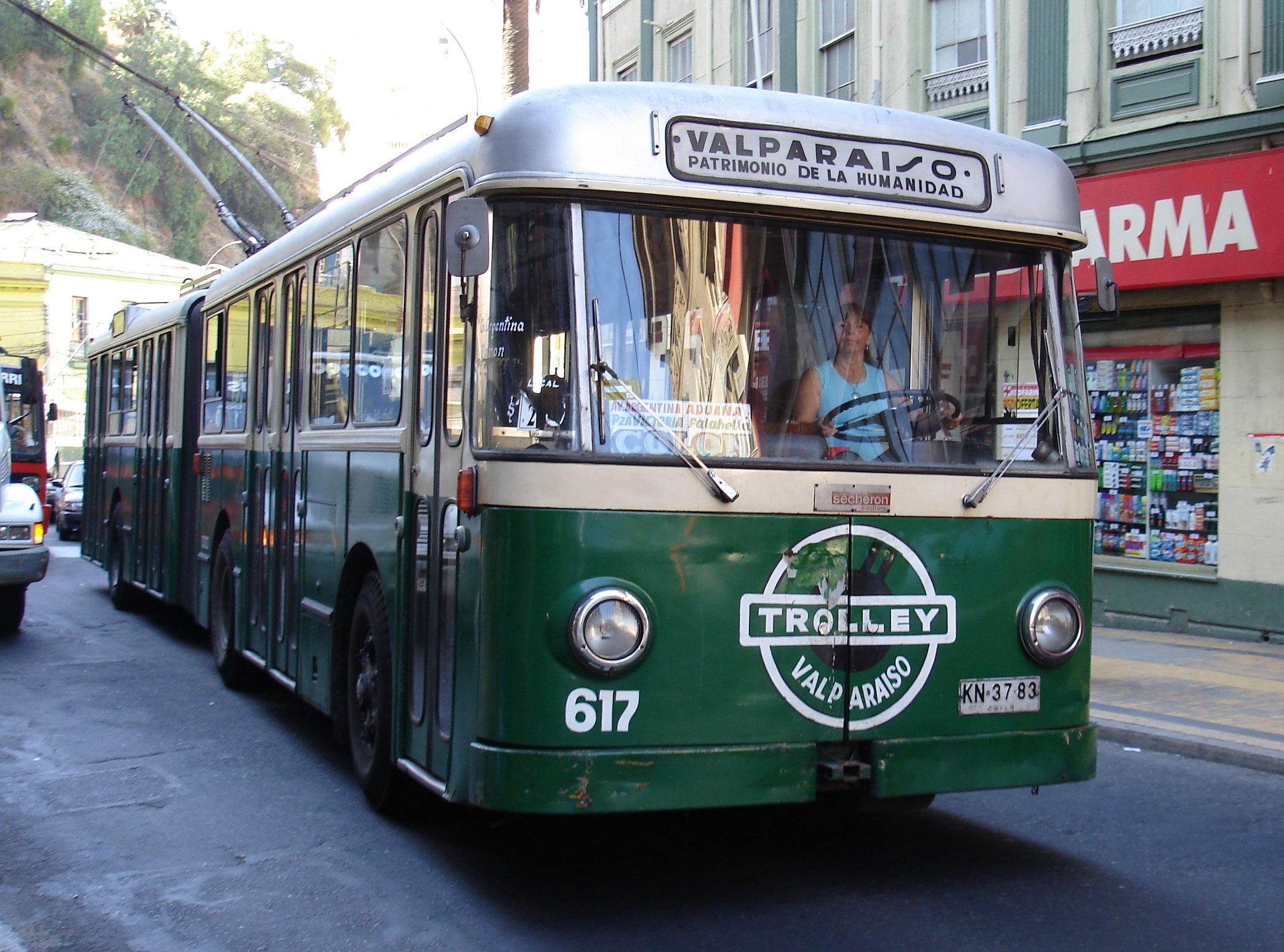
Trolebús articulado 617 de 1965, actualmente en Suiza.

Desde inicios de la década de 1940 los habitantes de la ciudad de Valparaíso aspiraban a tener un sistema de trolebuses, lo cual sería una experiencia pionera para Chile, y así también, poder reemplazar a los antiguos tranvías eléctricos que desde 1903 corrían por las calles.
La historia de los trolebuses en el país comenzaría en 1945, cuando las compañías extranjeras encargadas del transporte público en las ciudades de Santiago y Valparaíso fueron expropiadas por el gobierno. La nueva Empresa Nacional de Transportes (ENT) estableció un plan de reemplazo de los sistemas de tranvías de Santiago y Valparaíso, ordenando en 1946 a la Pullman Standard Corporation de Worcester, Massachusetts, Estados Unidos 36 trolebuses que se complementarían un año después con un pedido de 64 unidades, todas destinadas a la capital. En Valparaíso, la operación tranviaria se redujo y se suplió con buses a gasolina adquiridos de segunda mano. 
Los primeros seis trolebuses Pullman Standard con equipo General Electric del modelo 45-CX adquiridos para Santiago -numerados desde el 801 al 806- llegaron al puerto de Valparaíso el 6 de febrero de 1947 en el vapor Aconcagua. Una de las máquinas fue mostrada al público en la Plaza Sotomayor el día siguiente. Ante el impacto mediático de las modernas máquinas, la ENT firma un contrato con la municipalidad de Valparaíso donde se prometía la instalación de trolebuses en la ciudad puerto en 1948. 
Los plazos no se cumplieron, la ENT aspiraba a comprar 417 trolebuses en 1950, para equipar con este medio de transporte gran parte de Santiago, Valparaíso, Viña del Mar y Concepción. La compra se dilató hasta diluirse, por razones económicas, comerciales y políticas, por lo que en 1951 la CORFO entrega a la ENT un préstamo de 1 millón de dólares para adquirir trolebuses y el equipamiento necesario que permitiera instalar el sistema en la ciudad puerto.
Los trolebuses fueron construidos por la misma fábrica Pullman Standard, pero diferían del modelo capitalino, para Valparaíso se concibió el modelo TC-48, con leves diferencias estéticas, mayor amplitud interna y reorganización de los equipos eléctricos, aunque el sistema de propulsión seguía siendo el GE-1213 de General Electric. 
Las primeras tres máquinas llegaron al puerto el 2 de noviembre de 1952, mientras  la instalación de la postanción y el tendido eléctrico sólo culminaría el 15 de diciembre en el tramo Avenida Argentina - Pedro Montt - Plaza Victoria. Días después fueron llegando en diferentes buques mercantes de la Compañía Sudamericana de Vapores las restantes máquinas. Siete trolebuses inauguraron el 31 de diciembre de 1952 la primera ruta de la ciudad en la Plaza Victoria, la que continuaba por la Avenida Pedro Montt, luego por la Avenida Argentina llegando al sector bajo del Cerro Barón. La noche anterior hizo su último recorrido el tranvía por la ciudad.
El recorrido fue extendido desde la Plaza Victoria hasta la Aduana el 7 de enero de 1953 y una segunda ruta, desde Barón a Aduana a través de la Avenida Colón, abrió al mes siguiente. La ENT anunció sus planes para una extensión hacia Playa Ancha.
En un principio operaban solo 12 de las 30 máquinas debido a que el generador eléctrico de esos años no resistía tanto trabajo, lo que sería solucionado tiempo más tarde.
El 2 de mayo de 1953 la ENT fue reorganizada como una nueva empresa estatal, la Empresa de Transportes Colectivos del Estado, que operaría los sistemas de trolebuses de Santiago y Valparaíso desde entonces.
Con un promedio de 25 unidades en servicio, y por decisión de la ETC de Santiago, se enviaron desde Santiago 28 trolebuses 45-CX, por entonces la capital contaba con exceso de unidades (200 sobre una capacidad operativa de 110) tras la compra de los trolebuses franceses Vétra VA2. La idea de tener ese refuerzo venía de la mano con la instalación a contar de 1955, de los postes y un año después, del cableado desde Valparaíso hasta la plaza Vergara de Viña del Mar. La falta del equipo rectificador obligó a la ETC a poner en servicio 10 buses Mitsubishi-Fuso en julio de 1956, ante la crítica falta de transporte entre ambas ciudades costeras. 
Las rutas intercomunales planificadas circularían desde la Aduana hasta Barón por la Avenida Brasil, luego por la Avenida España a lo largo de la costa hasta Viña del Mar. En el Puente Capuchinos se dividía en dos: la línea 3 cruzaba el puente y utilizaría las calles Viana y Quillota por la población Vergara hasta 15 Norte; mientras la línea 2 continuaría por Avenida España, calle Alvares hasta Chorrillos (repitiendo la antigua línea de tranvías). El depósito de tranvías de Chorrillos fue adaptado para los trolebuses. Así, los trolebuses llegarían a su máximo apogeo, con una treintena de kilómetros de tendido aéreo, 70 unidades operando en la zona en los primeros años de la década del 60.
Tras una larga espera, en septiembre de 1959 se instala la subestación rectificadora, se transfieren otros 12 trolebuses 45-CX desde Santiago y se inaugura la línea 3: ADUANA-QUILLOTA-15 NORTE el 7 de diciembre de 1959, cuando el trolebús 810 inauguró el ramal Quillota hasta la Plaza Sucre en Viña del Mar. Un año después, el 29 de diciembre de 1960, los trolebuses 822 y 824 abrieron la línea 2 CHORRILLOS-ADUANA, pero las dos líneas durarían menos de cinco años. Los trolebuses de la serie 800 volvieron a Santiago en 1966, reemplazados por buses petroleros Pegaso, carrozados en Chile por Franklin.
Durante la década de 1960, una ruta fue construida subiendo el cerro por la Avenida Washington hasta el Barrio O'Higgins. El trolebús 714 no tuvo problemas para subir la fuerte pendiente, pero sus frenos no funcionaron bien en el regreso, por lo que el proyecto fue abandonado.
Con la llegada de 70 nuevos buses Pegaso, las rutas hacia Viña del Mar cerrarían en forma definitiva a causa de la competencia, quedando operativas solo las líneas por la Avenida Pedro Montt y por la Avenida Colón. 40 trolebuses Pullman 800 y los 10 buses Mitsubishi fueron devueltos a Santiago. Esto hizo que los trolebuses entraran en la decadencia, sobre todo por los problemas económicos, políticos y sociales que afectaron al país tanto en el gobierno de Salvador Allende y luego del golpe militar de 1973. La administración de Augusto Pinochet recortó los fondos para las empresas estatales de transporte, lo que causó posteriormente que los sistemas de trolebuses tanto en Santiago y en Valparaíso se deterioraran rápidamente. La ETCE cerraría entre 1972 y 1974 la mayoría de líneas de trolebuses en Santiago, en 1974, 10 trolebuses Pullman Standard fueron enviados a Valparaíso. Aunque el peligro de desaparición continuó, ya que en 1976 la ETCE decide trasladar sus talleres y garajes al sector de Reñaca Alto en Viña del Mar lo que provocó que se hablara del fin de los trolebuses ya que no podrían ser trasladados al nuevo depósito. Tiempo más tarde se resolvería mantener el depósito de calle Independencia solo para estas máquinas.
En 1977 la ETCE lanzó un plan de restauración, lo que implicó que varios trolebuses fueron reconstruidas, aunque respetando su estructura original. Luego comenzaría a rematar los buses pertenecientes a la administradora estatal y en 1979 se decide operar exclusivamente a los trolebuses, deshaciéndose de los buses a petróleo y de los tres ascensores que estaban bajo su administración.
El 30 de noviembre de 1981, la dictadura militar decidió disolver la ETCE y poner en venta la flota de trolebuses y toda su infraestructura, todo esto porque la empresa representaba un gran peso económico para el estado. Ya no existía una administradora para los trolebuses y sus trabajadores. Desde aquel día, y durante 4 meses, no circuló ningún trolebús por el centro de Valparaíso. Todas las máquinas se encontraban paradas, lo que parecía como el abrupto fin de la historia de estos vehículos en el país.
El 26 de abril de 1982 un grupo de empresarios de Valparaíso adquirió la administración y la totalidad de la infraestructura de los trolebuses porteños. Así pasarían a manos privadas a través de la creación de la Empresa de Transportes Colectivos Eléctricos Ltda. (igualmente denominada ETCE), la que continuaría como administradora hasta 2007. Se volvió a poner en servicio la flota de máquinas y además se reanudó la restauración y reacondicionamiento de todas las unidades de la flota, labor que se inició años antes.
En 1986 la ETCE emprendió el proyecto de introducir nuevamente los trolebuses en Santiago, ya que había un exceso de máquinas en la flota. Antes de pensar adquirir nuevas unidades para reforzar a las que ya funcionaban y para la nueva línea en Santiago, reacondicionaron 11 vehículos, modificando su exterior, cambiando las ventanas y la parte frontal. Se suponía serían destinados a Santiago, pero debido a papeleos múltiples, el proyecto quedó inconcluso y no se movieron de Valparaíso.
El proyecto sería reanudado en 1989, cuando se anunció la compra de unidades de fabricación china, marca Shenfeng. El 2 de enero de 1990 un prototipo llegó a Valparaíso y fue puesto a modo de pruebas. Luego se concretaría la compra de 8 trolebuses del mismo modelo y además se volvió a reacondicionar y restilizar la carrocería de 18 Pullman Standard, numerados 101-118 para su uso en la capital.
Desde el 22 de septiembre de 1991 llegan a Valparaíso 4 embarques de trolebuses suizos ya usados, los que provenían de las ciudades de Ginebra, San Galo, Schaffhausen y Zúrich. En total eran 31 máquinas, de las cuales 26 eran articuladas, las que prestarían servicio en Valparaíso desde principios de octubre de 1991 y en Santiago desde el 24 de diciembre del mismo año. El 19 de diciembre fueron desembarcados en San Antonio las 8 máquinas chinas adquiridas años antes. El 24 de diciembre se haría realidad el regreso de los trolebuses a Santiago, proyecto que duraría solo hasta el 9 de julio de 1994 a causa de una irregular administración de la empresa encargada, además de la férrea competencia de los otros tipos de buses, y una millonaria deuda con la empresa de electricidad. Las máquinas que corrían en aquel sistema fueron regresando a Valparaíso, quedando la mayoría paradas en el depósito de calle Independencia.
El 20 de noviembre de 1992 la ETCE contrataría por primera vez a una mujer como chofer, siendo una de las pioneras en cuanto a mujeres conductoras de locomoción colectiva en la región. Otra innovación sería la instalación de publicidad en algunas máquinas entre 1998 y 2000. Aquel año los trolebuses dejan el histórico depósito de calle Independencia, trasladándose a una zona ubicada en la remodelación Balmaceda, un poco más lejano del centro de la ciudad.
La situación económica de la ETCE empeoró a partir del 2001, dado que la cantidad de pasajeros disminuyó abruptamente. En agosto de 2002 los trolebuses dejaron de circular por una millonaria deuda contraída con la empresa que los abastecía de energía eléctrica. Los funcionarios de la empresa se congregaron a protestar, reunieron firmas, e incluso viajaron a Palacio de La Moneda con tal de ser ayudados para salir de la crisis. Finalmente tras 21 días de paralización volverían a circular, estando nuevamente a punto de desaparecer.
En 2003 estos vehículos recibieron un espaldarazo, al nominar como monumento nacional al trolebús 814, el más antiguo del mundo en funcionamiento. Tiempo después, aquel honor se extendió a otras 15 máquinas.
A raíz de la denominación de Valparaíso como Patrimonio de la Humanidad por la Unesco, la empresa consiguió créditos por parte de la CORFO para que se iniciara la restauración y reacondicionamiento de las unidades. Así es como a mediados de 2003, fue completamente recuperado el trolebús articulado FBW 504 (quemado el 8 de febrero de 2012).
La historia de estas máquinas se vio empañada la noche del 25 de agosto de 2003, cuando una persona incendió el trolebús 814, quedando con severos daños en su interior, pero afortunadamente el motor no fue afectado, por lo que volvió cuatro meses después ya restaurada a las calles del puerto, luciendo como cuando llegó a Chile en 1947.

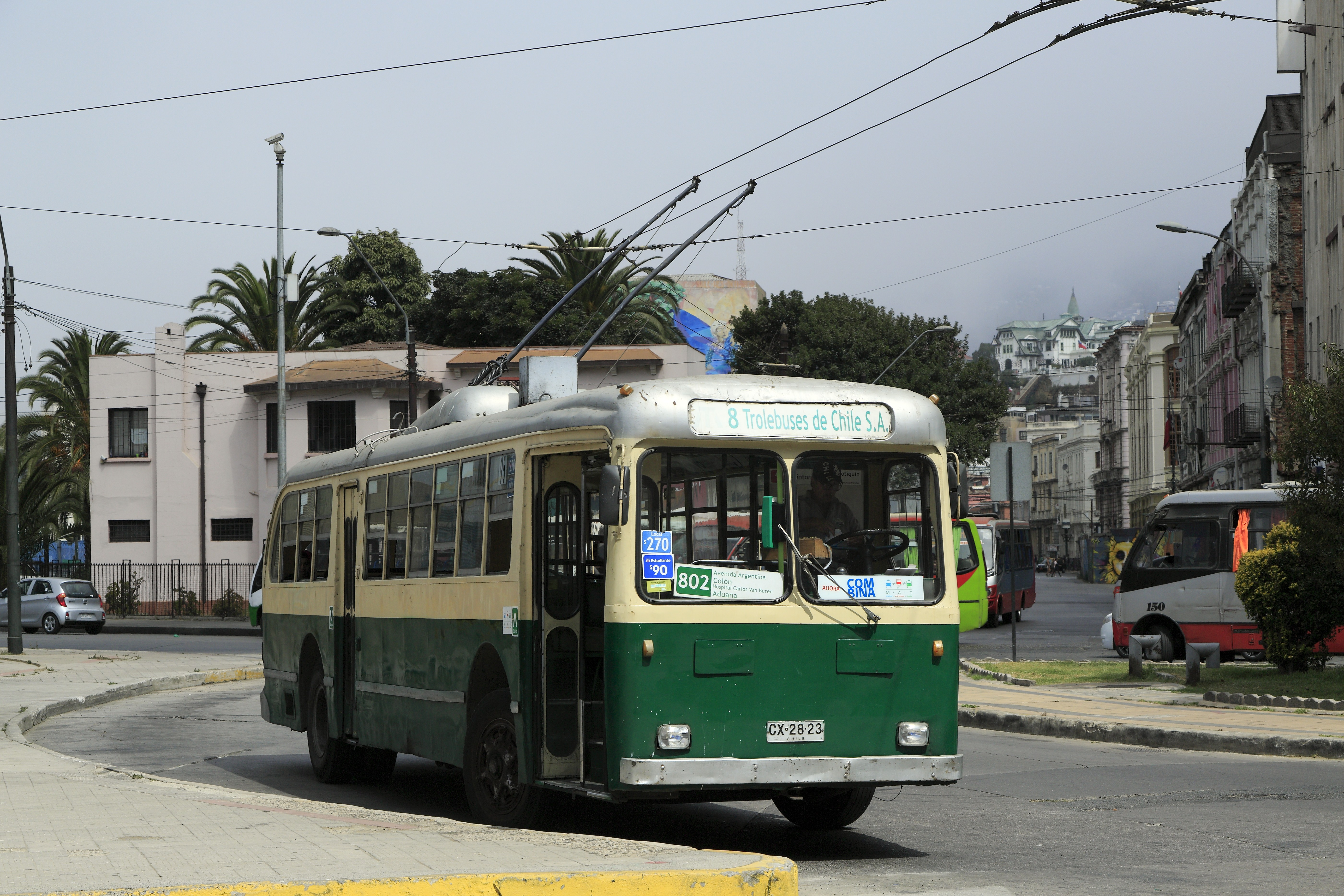
Trolebús Pullman Standard de la década de 1940. Existen tres unidades circulando.

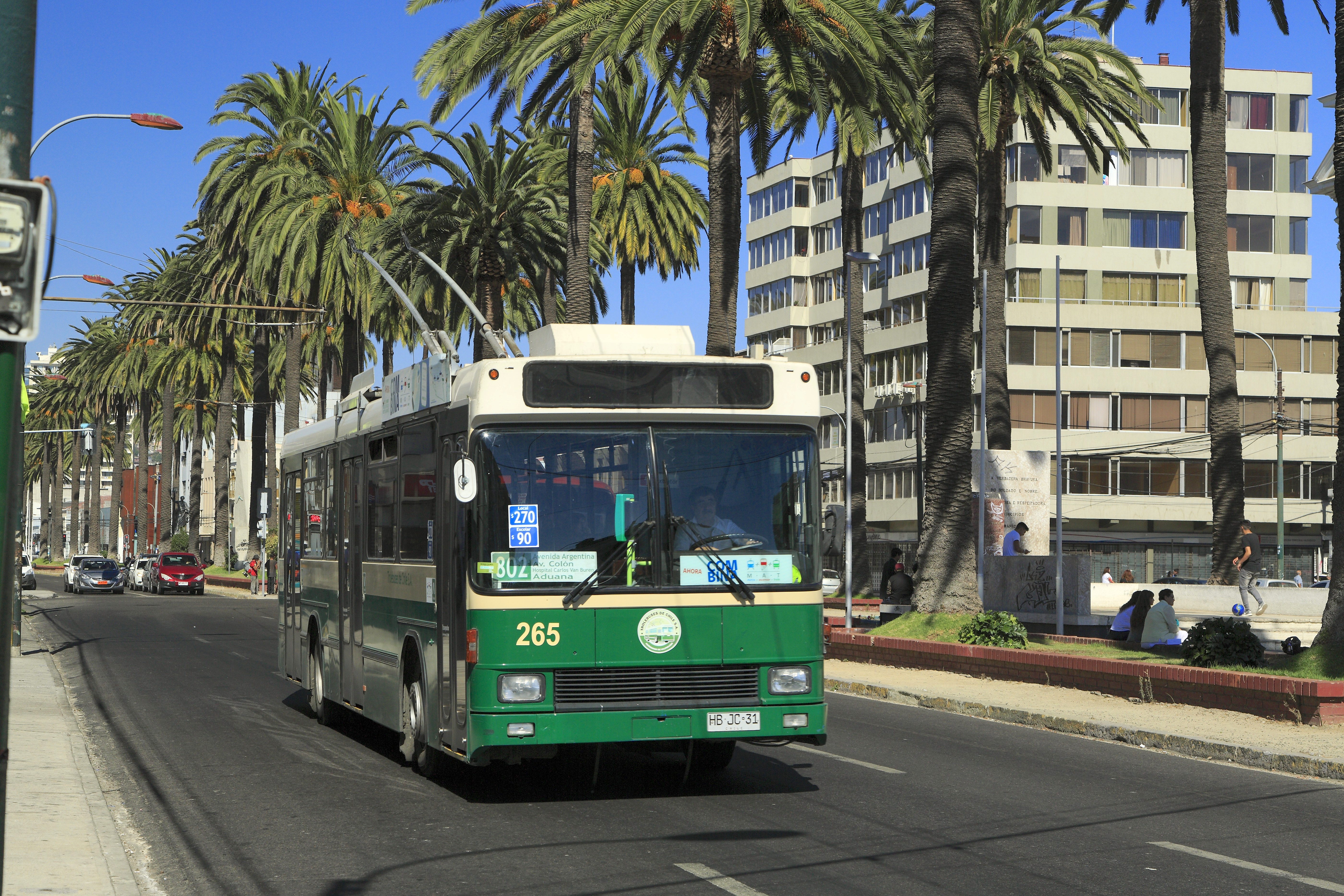
Trolebús NAW-HESS-Siemens del año 1989. Introducidos en el sistema durante 2015, 2017 y 2021; circulan de manera frecuente por las calles de Valparaíso. Existen dieciocho unidades de este trolebús.

En agosto de 2005 vuelven definitivamente después de 20 años, a circular regularmente por la Avenida Pedro Montt. El 7 de enero de 2007 los trolebuses extienden sus servicios de lunes a domingo, no como antes cuando solo transitaban hasta el sábado. Las dos líneas existentes serían reordenadas con nuevos números, la línea de Avenida Pedro Montt con el recorrido 801 y la de Avenida Colón con el 802. El mismo año surge una nueva administradora, Trolebuses de Chile S.A., la cual está conformada por los mismos accionistas de la antigua ETCE que en mayo se habían declarado en quiebra. El año 2007 se elimina el recorrido 801, por lo cual solo se mantiene en operaciones el recorrido 802.
En 2014 fueron adquiridos en Suiza diez trolebuses NAW/Hess BT 5-25, los cuales arribaron a Valparaíso durante el año pero iniciaron su recorrido en las calles el 23 de marzo de 2015, luego que se modificara la normativa legal chilena que prohibía la importación de buses usados. En 2017 fueron adquiridas otras 8 unidades del mismo origen, pasando a componer una flota de dieciocho trolebuses.
Tiempo después y producto de la renovación de los trolebuses, la flota de troles articulados BERNA es dada de baja junto con los chinos Norinco-Shenfeng y algunos trolebuses Pullman Standard. Por lo cual, la composición actual de la flota corresponde mayormente al modelo NAW BT25 de 1989 que ingresó entre los años 2015, 2017 y 2021 y el modelo Pullman Standard de la década de 1940. Actualmente, la flota se compone de veintiún trolebuses.
En 2018, el último trolebús articulado-oruga denominado como "Trolley 617" (patente KN3783) fue enviado de regreso a Suiza por cumplir su vida útil en 2013 (año en que salió de circulación), el objetivo inicial era que fuese restaurado en dicho país para ser recuperado para su conservación histórica como parte del denominado Le Projet 617, impulsado por la Vintage Trolleybus Association, sin embargo, fue comprado por Retrobus Leman y quedó almacenado en Suiza. Por lo cual, la máquina jamás regresó a Chile.
El año 2020 se aprobó un convenio que mantendrá vigente los trolebuses por 5 años (hasta 2025), con opción de extenderlo a 7, lo que permitirá que este medio de transporte siga funcionando por el centro de la ciudad puerto. Durante 2018, la empresa ya había estado cerca del cierre por falta de recursos.
El 4 de mayo de 2021 fue restablecido el servicio 801 —que estuvo suspendido varios años— que circula por la avenida Pedro Montt.

## Diseño
|  | 1. Tendido 2. Letrero de recorrido 3. Espejo retrovisor externo 4. Farol 5. Puertas delanteras 6. Primer eje simple delantero 7. Puertas traseras 8. Segundo eje dual trasero 9. Barras decorativas 10. Tensadores 11. Soga 12. Cabezal 13. Troles o plumas 14. Enganche troles o plumas 15. Base troles 16. Número de máquina |

## Flota
Se lista la totalidad de los trolebuses vigentes y retirados del Transporte Metropolitano de Valparaíso.

### Trolebuses vigentes
Unidad en servicio.     Unidad en depósito.
| Flota actual de trolebuses en Valparaíso (octubre de 2024) | Flota actual de trolebuses en Valparaíso (octubre de 2024) | Flota actual de trolebuses en Valparaíso (octubre de 2024) | Flota actual de trolebuses en Valparaíso (octubre de 2024) | Flota actual de trolebuses en Valparaíso (octubre de 2024) | Flota actual de trolebuses en Valparaíso (octubre de 2024) | Flota actual de trolebuses en Valparaíso (octubre de 2024) | Flota actual de trolebuses en Valparaíso (octubre de 2024) |
| Unidad                                                     | Patente                                                    | Fábrica                                                    | Modelo                                                     | Tipo                                                       | Origen                                                     | Año de fabricación                                         | Notas                                                      |
| ---------------------------------------------------------- | ---------------------------------------------------------- | ---------------------------------------------------------- | ---------------------------------------------------------- | ---------------------------------------------------------- | ---------------------------------------------------------- | ---------------------------------------------------------- | ---------------------------------------------------------- |
| 252                                                        | PKCX-38                                                    | NAW-HESS-Siemens                                           | BT25                                                       | Dos ejes                                                   | Lucerna, Suiza                                             | 1989                                                       | Ingresa en 2021 por renovación de la flota.                |
| 260                                                        | PKCX-40                                                    | NAW-HESS-Siemens                                           | BT25                                                       | Dos ejes                                                   | Lucerna, Suiza                                             | 1989                                                       | Ingresa en 2021 por renovación de la flota.                |
| 261                                                        | JVLG-67                                                    | NAW-HESS-Siemens                                           | BT25                                                       | Dos ejes                                                   | Lucerna, Suiza                                             | 1989                                                       | Ingresa en 2017 por renovación de la flota.                |
| 262                                                        | PKCX-39                                                    | NAW-HESS-Siemens                                           | BT25                                                       | Dos ejes                                                   | Lucerna, Suiza                                             | 1989                                                       | Ingresa en 2021 por renovación de la flota.                |
| 263                                                        | JVLG-66                                                    | NAW-HESS-Siemens                                           | BT25                                                       | Dos ejes                                                   | Lucerna, Suiza                                             | 1989                                                       | Ingresa en 2017 por renovación de la flota.                |
| 264                                                        | PKCX-41                                                    | NAW-HESS-Siemens                                           | BT25                                                       | Dos ejes                                                   | Lucerna, Suiza                                             | 1989                                                       | Ingresa en 2021 por renovación de la flota.                |
| 265                                                        | HBJC-31                                                    | NAW-HESS-Siemens                                           | BT25                                                       | Dos ejes                                                   | Lucerna, Suiza                                             | 1989                                                       | Ingresa en 2015 por renovación de la flota.                |
| 266                                                        | HBJC-32                                                    | NAW-HESS-Siemens                                           | BT25                                                       | Dos ejes                                                   | Lucerna, Suiza                                             | 1989                                                       | Ingresa en 2015 por renovación de la flota.                |
| 268                                                        | HBJC-27                                                    | NAW-HESS-Siemens                                           | BT25                                                       | Dos ejes                                                   | Lucerna, Suiza                                             | 1989                                                       | Ingresa en 2015 por renovación de la flota.                |
| 269                                                        | HBJC-44                                                    | NAW-HESS-Siemens                                           | BT25                                                       | Dos ejes                                                   | Lucerna, Suiza                                             | 1989                                                       | Ingresa en 2015 por renovación de la flota.                |
| 270                                                        | HBJC-45                                                    | NAW-HESS-Siemens                                           | BT25                                                       | Dos ejes                                                   | Lucerna, Suiza                                             | 1989                                                       | Ingresa en 2015 por renovación de la flota.                |
| 272                                                        | HBJC-28                                                    | NAW-HESS-Siemens                                           | BT25                                                       | Dos ejes                                                   | Lucerna, Suiza                                             | 1989                                                       | Ingresa en 2015 por renovación de la flota.                |
| 273                                                        | HBJC-29                                                    | NAW-HESS-Siemens                                           | BT25                                                       | Dos ejes                                                   | Lucerna, Suiza                                             | 1989                                                       | Ingresa en 2015 por renovación de la flota.                |
| 274                                                        | JVLG-68                                                    | NAW-HESS-Siemens                                           | BT25                                                       | Dos ejes                                                   | Lucerna, Suiza                                             | 1989                                                       | Ingresa en 2017 por renovación de la flota.                |
| 275                                                        | HBJC-46                                                    | NAW-HESS-Siemens                                           | BT25                                                       | Dos ejes                                                   | Lucerna, Suiza                                             | 1989                                                       | Ingresa en 2015 por renovación de la flota.                |
| 276                                                        | HBJC-43                                                    | NAW-HESS-Siemens                                           | BT25                                                       | Dos ejes                                                   | Lucerna, Suiza                                             | 1989                                                       | Ingresa en 2015 por renovación de la flota.                |
| 278                                                        | HBJC-30                                                    | NAW-HESS-Siemens                                           | BT25                                                       | Dos ejes                                                   | Lucerna, Suiza                                             | 1989                                                       | Ingresa en 2015 por renovación de la flota.                |
| 279                                                        | JVLG-62                                                    | NAW-HESS-Siemens                                           | BT25                                                       | Dos ejes                                                   | Lucerna, Suiza                                             | 1989                                                       | Ingresa en 2017 por renovación de la flota.                |
| 715                                                        | CX-2355                                                    | Pullman Standard                                           | TC-48                                                      | Individual                                                 | Estados Unidos                                             | 1945                                                       | Guardadas en depósito.                                     |
| 832                                                        | CX-2823                                                    | Pullman Standard                                           | 43-CX                                                      | Individual                                                 | Santiago, Chile                                            | 1947                                                       | Guardadas en depósito.                                     |
| 859                                                        | CX-2340                                                    | Pullman Standard                                           | 43-CX                                                      | Individual                                                 | Santiago, Chile                                            | 1947                                                       | Guardadas en depósito.                                     |

### Trolebuses retirados
Unidad retirada.     Unidad retirada y comprada.
| Unidad | Patente | Fábrica            | Modelo      | Tipo       | Origen              | Años de servicio        | Motivos |
| ------ | ------- | ------------------ | ----------- | ---------- | ------------------- | ----------------------- | --- |
| 99     | KN-3786 | SWP-Berna-SWS-SAAS | 4GTP-A      | Articulado | Ginebra, Suiza      | 1965 - 2015             | Retirada en 2015 por la llegada de modelos NAW-HESS a la flota.                                                                              |
| 105    | DR-5664 | FBW-SWS-MFO        | GTR 51      | Articulado | Zúrich, Suiza       | 1959 - 2015             | Retirada en 2015 por la llegada de modelos NAW-HESS a la flota.                                                                              |
| 116    | CX-2346 | Pullman Standard   | 43-CX       | Dos ejes   | Santiago, Chile     | 1945 - 2022             | Retirado por falta de repuestos. |
| 203    | KN-3791 | SWP-Berna-R&J-BBC  | 4-TPA BERNA | Dos ejes   | Schaffhausen, Suiza | 1966 - 2015             | Retirada en 2015 por la llegada de modelos NAW-HESS a la flota.                                                                              |
| 503    | DR-5668 | FBW-SWS-MFO        | GTR 51      | Articulado | Zúrich, Suiza       | 1964 - 1994 2003 - 2015 | Retirada en 2015 por la llegada de modelos NAW-HESS a la flota.                                                                              |
| 603    | DU-4345 | Norinco-Shenfeng   | SYD-60C     | Individual | China               | 1992 - 1994 2004 - 2015 | Retirada en 2015 por la llegada de modelos NAW-HESS a la flota.                                                                              |
| 607    | DU-4347 | Norinco-Shenfeng   | SYD-60C     | Individual | China               | 1992 - 1994 2005 - 2015 | Retirada en 2015 por la llegada de modelos NAW-HESS a la flota.                                                                              |
| 617    | KN-3783 | SWP-Berna-SWS-SAAS | 4GTP-A      | Articulado | Ginebra, Suiza      | 1965 - 2013             | Retirada en 2013 y enviado a Suiza para ser restaurado y entregado en 2018. Sin embargo, la unidad fue comprada posterior a su restauración. |
| 709    | CX-2358 | Pullman Standard   | TC-48       | Individual | Estados Unidos      | 1945 - 2022             | Retirada por falta de repuestos. |
| 714    | CX-2356 | Pullman Standard   | TC-48       | Individual | Estados Unidos      | 1953 - 2015             | Retirada en 2015 por la llegada de modelos NAW-HESS a la flota.                                                                              |
| 721    | CX-2353 | Pullman Standard   | TC-48       | Individual | Estados Unidos      | 1945 - 2022             | Retirada por falta de repuestos. |
| 723    | CX-2813 | Pullman Standard   | TC-48       | Individual | Estados Unidos      | 1945 - 2022             | Retirada por falta de repuestos. |
| 801    | CX-2816 | Pullman Standard   | 43-CX       | Individual | Santiago, Chile     | 1945 - 2022             | Retirada por falta de repuestos. |
| 802    | CX-2350 | Pullman Standard   | 43-CX       | Individual | Santiago, Chile     | 1945 - 2022             | Retirada por falta de repuestos. |
| 806    | CX-2818 | Pullman Standard   | 43-CX       | Individual | Santiago, Chile     | 1947 - 2022             | Retirada por falta de repuestos. |
| 814    | CX-2349 | Pullman Standard   | 43-CX       | Individual | Santiago, Chile     | 1945 - 2022             | Retirada por falta de repuestos. |
| 821    | CX-2345 | Pullman Standard   | 43-CX       | Individual | Santiago, Chile     | 1948 - 2015             | Retirada en 2015 por la llegada de modelos NAW-HESS a la flota.                                                                              |
| 888    | CX-2826 | Pullman Standard   | 43-CX       | Individual | Santiago, Chile     | 1947 - 2022             | Retirada por falta de repuestos. |

## Galería

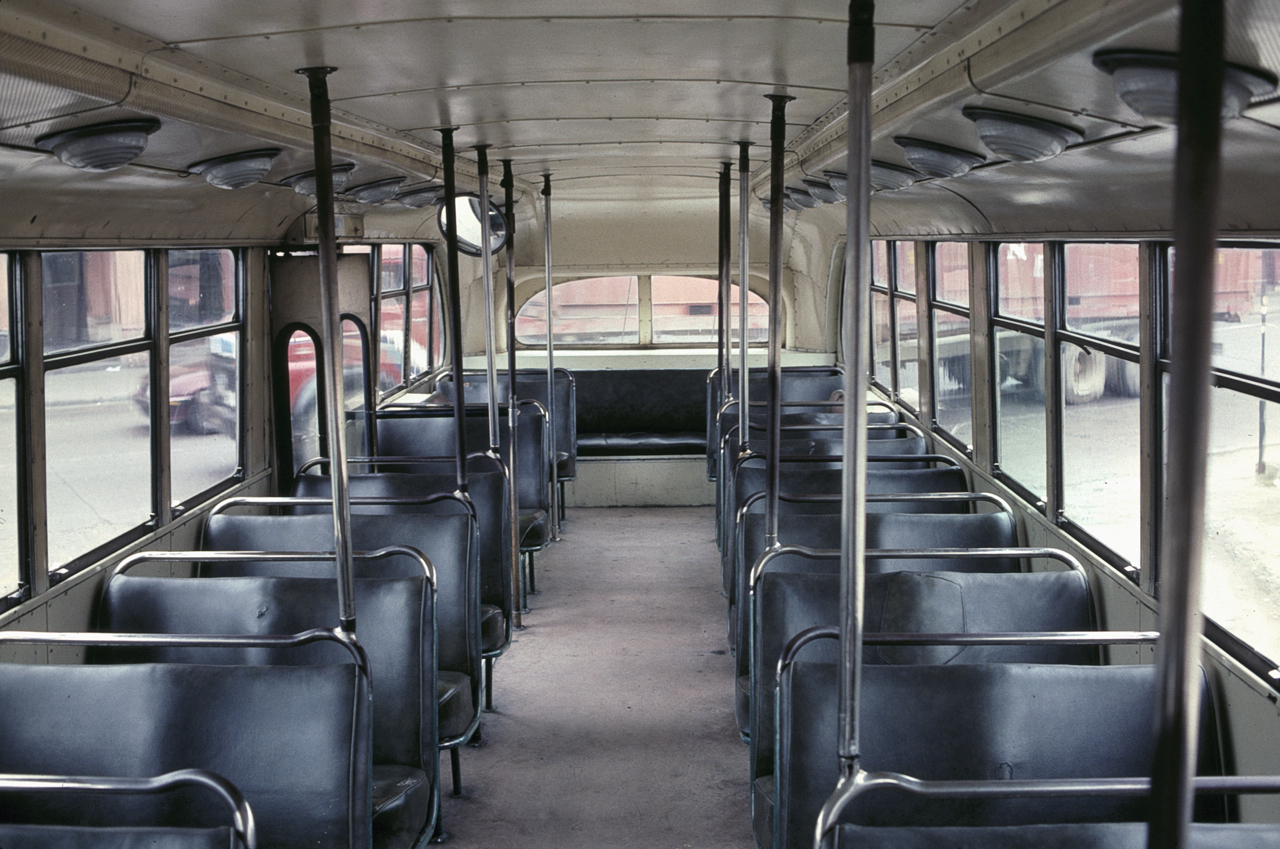
Interior del trolebús Pullman Standard número 832.
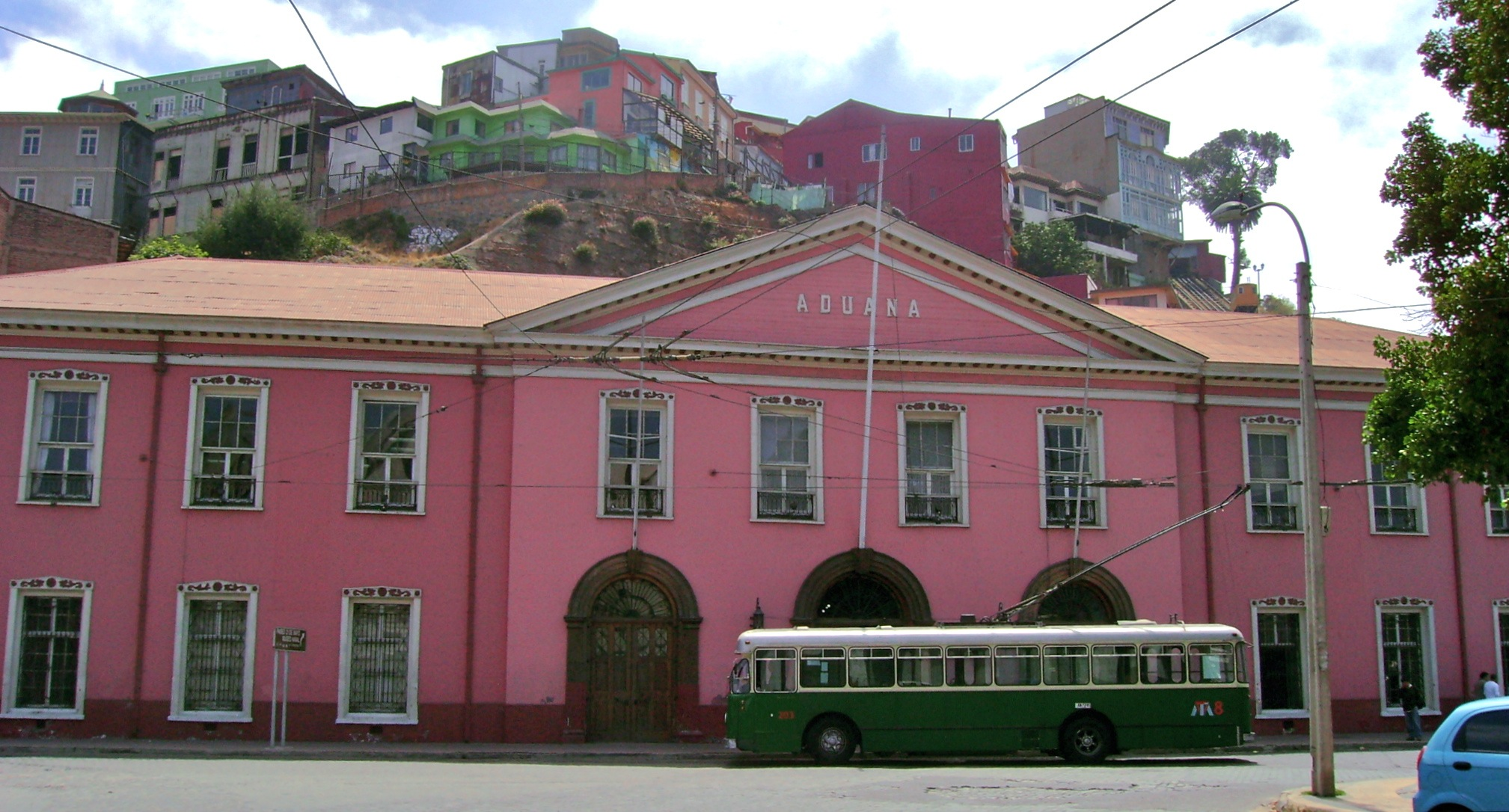
Trolebús frente a la Aduana.
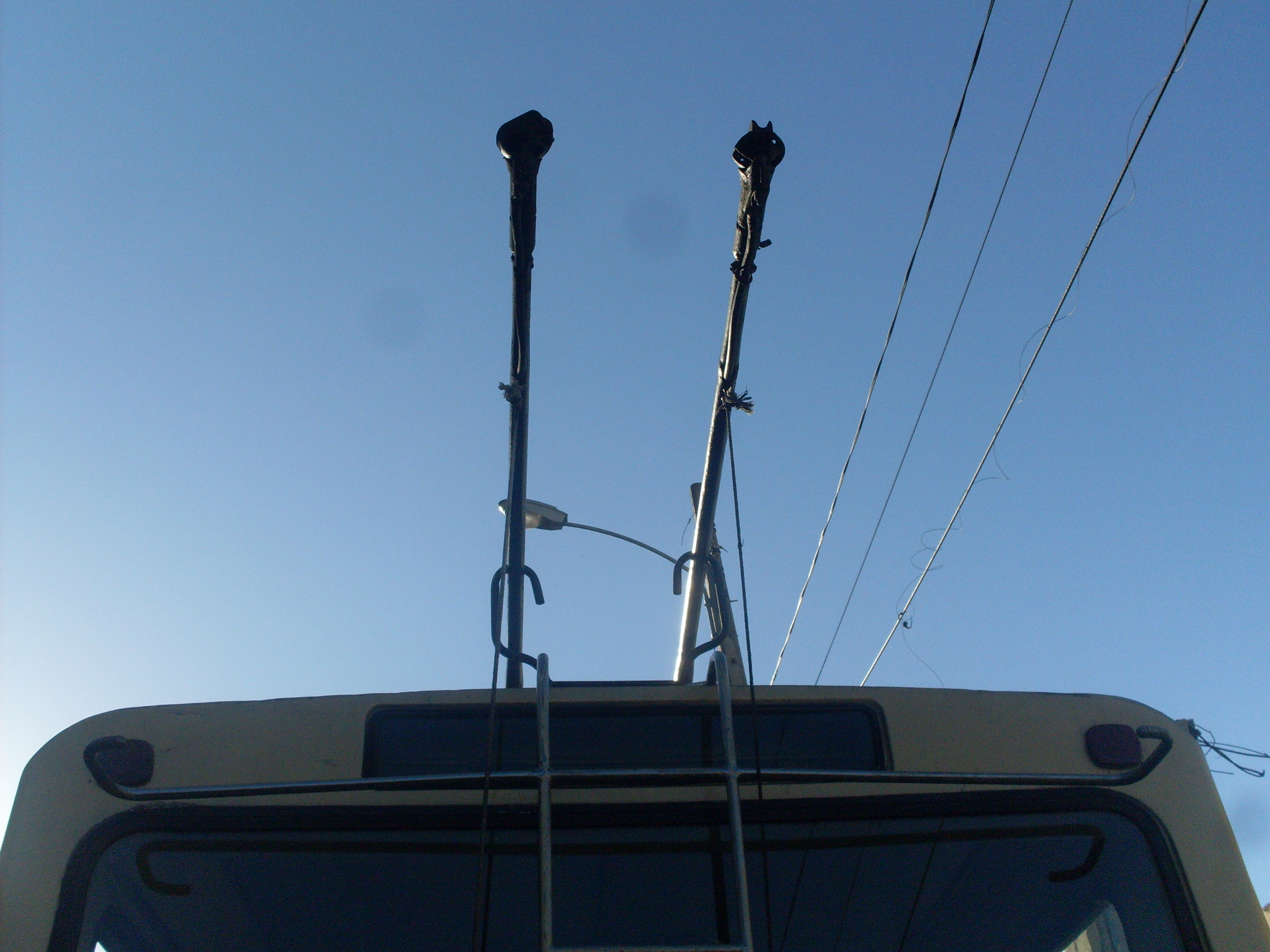
Vista de las plumas o troles.
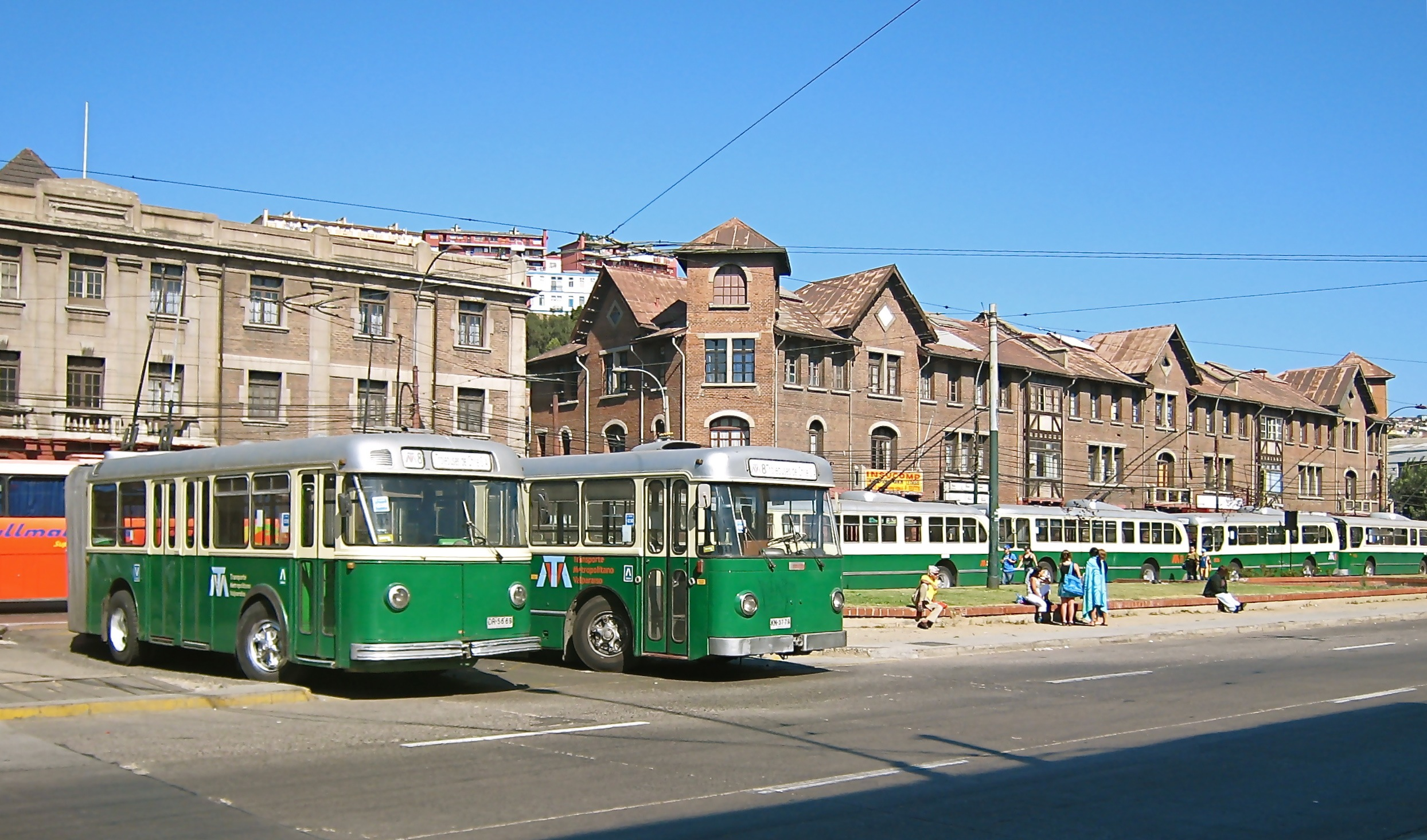
Garita de trolebuses en Avenida Argentina (año 2008).